# Theodor Haecker

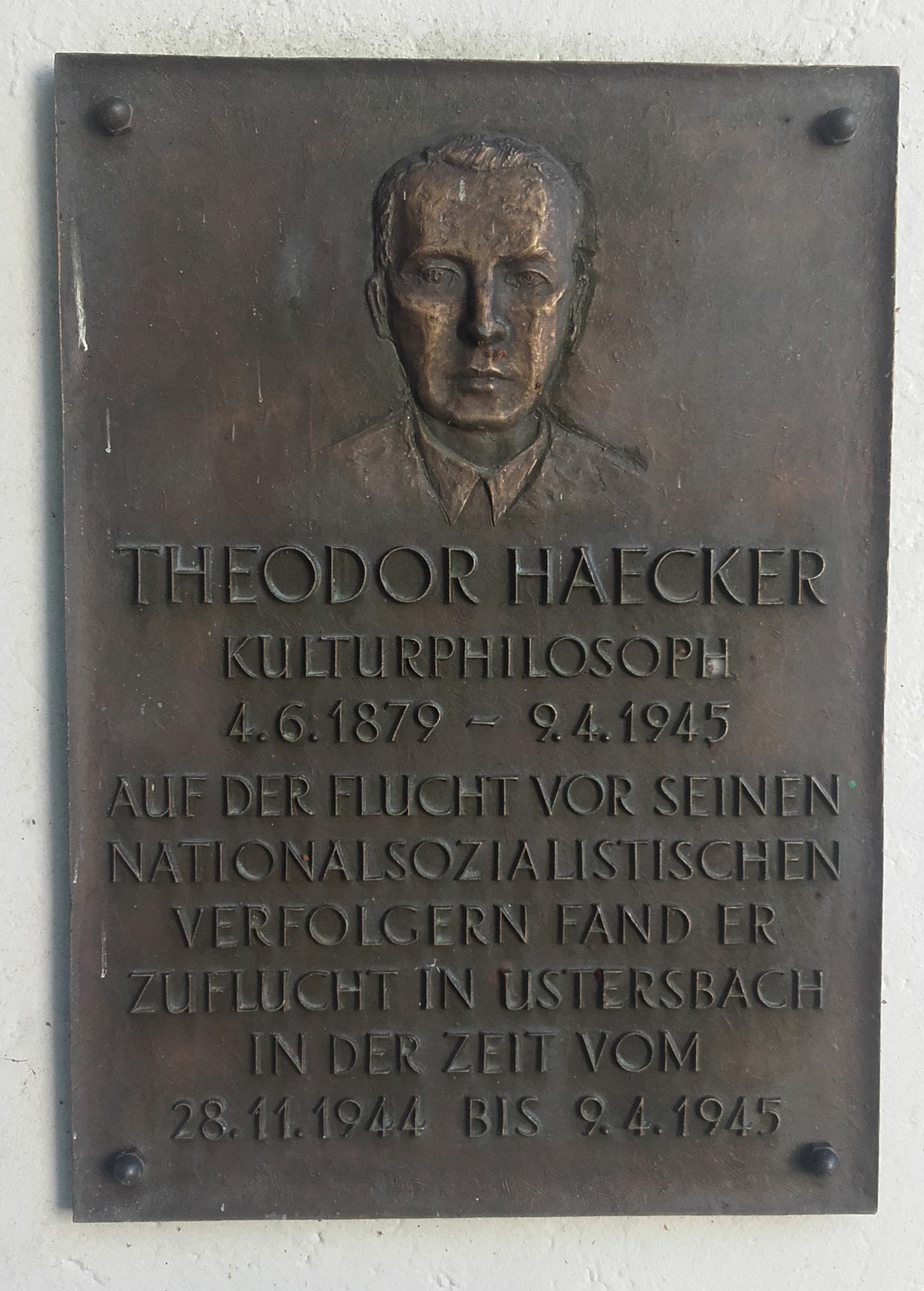
Gedenktafel auf dem Friedhof in Ustersbach

Theodor Haecker (auch: Häcker; * 4. Juni 1879 in Eberbach (Mulfingen); † 9. April 1945 in Ustersbach) war ein deutscher Schriftsteller, Kulturkritiker, Übersetzer und Philosoph. Er zählt zu den sprachmächtigsten Vertretern des katholischen Existentialismus und zu den radikalsten Kulturkritikern in der Weimarer Republik und im „Dritten Reich“. Auch das Biographisch-Bibliographische Kirchenlexikon rechnet ihn „zu den bedeutendsten katholischen Schriftstellern zwischen den beiden Weltkriegen.“

## Leben
Theodor Haecker wuchs in Esslingen am Neckar auf, wo sein Vater Ratsschreiber und Armenpfleger war. Seine Mutter verstarb bereits 1885. Er besuchte das Gymnasium und beendete es nach dem Einjährigen. In den folgenden Jahren absolvierte er eine kaufmännische Lehre und war bis 1901 als Kaufmann tätig. Anschließend hörte er für zwei Jahre Vorlesungen an der Universität Berlin. Zurück in Esslingen arbeitete er für den Schreiber-Verlag, bis er zusammen mit seinem Freund Ferdinand Schreiber nach München umzog, wo der Verlag eine Niederlassung unterhielt. Er holte zunächst das Abitur nach und begann 1905 zu studieren.
In München lebte er bis 1944. Nach Schreibers Tod wurde Haecker 1941 Hauptschriftleiter des Schreiber-Verlags. Einer breiteren Öffentlichkeit wurde er zunächst als Übersetzer bekannt: Er übertrug die Eklogen Vergils, Werke und Tagebücher von Søren Kierkegaard sowie des englischen Kardinals John Henry Newman.
Unter Newmans Einfluss konvertierte Haecker 1921 zum Katholizismus. Er veröffentlichte seitdem v. a. katholisch geprägte kulturkritische Essays in den Zeitschriften Der Brenner und Hochland. Aus derselben Haltung gingen auch seine kulturphilosophischen Bücher hervor, unter denen Vergil. Vater des Abendlands 1931 am bekanntesten wurde.
Haeckers entschieden christliche Haltung, die ihn keine Kompromisse mit dem aufkommenden Nationalsozialismus eingehen ließ, und seine klaren Absagen an die faschistische „Kulturerneuerung“ führten zu einem Redeverbot im Mai 1935, das im Januar 1936 per Rundverfügung in Bayern nochmals bestätigt wurde. Anhand der Aktenlage lässt sich indes ein Schreibverbot ab 1938 nicht belegen, gleichwohl ein solches für eigenständige Publikationen, nicht aber für Übersetzungen angenommen werden darf. Von 1939 bis 1945 schrieb Haecker an seinen geheimen Aufzeichnungen, den Tag- und Nachtbüchern, die 1947 posthum veröffentlicht wurden. Haeckers Notizen zählen zu den bedeutendsten Zeugnissen der inneren Emigration deutscher Intellektueller in der NS-Zeit.

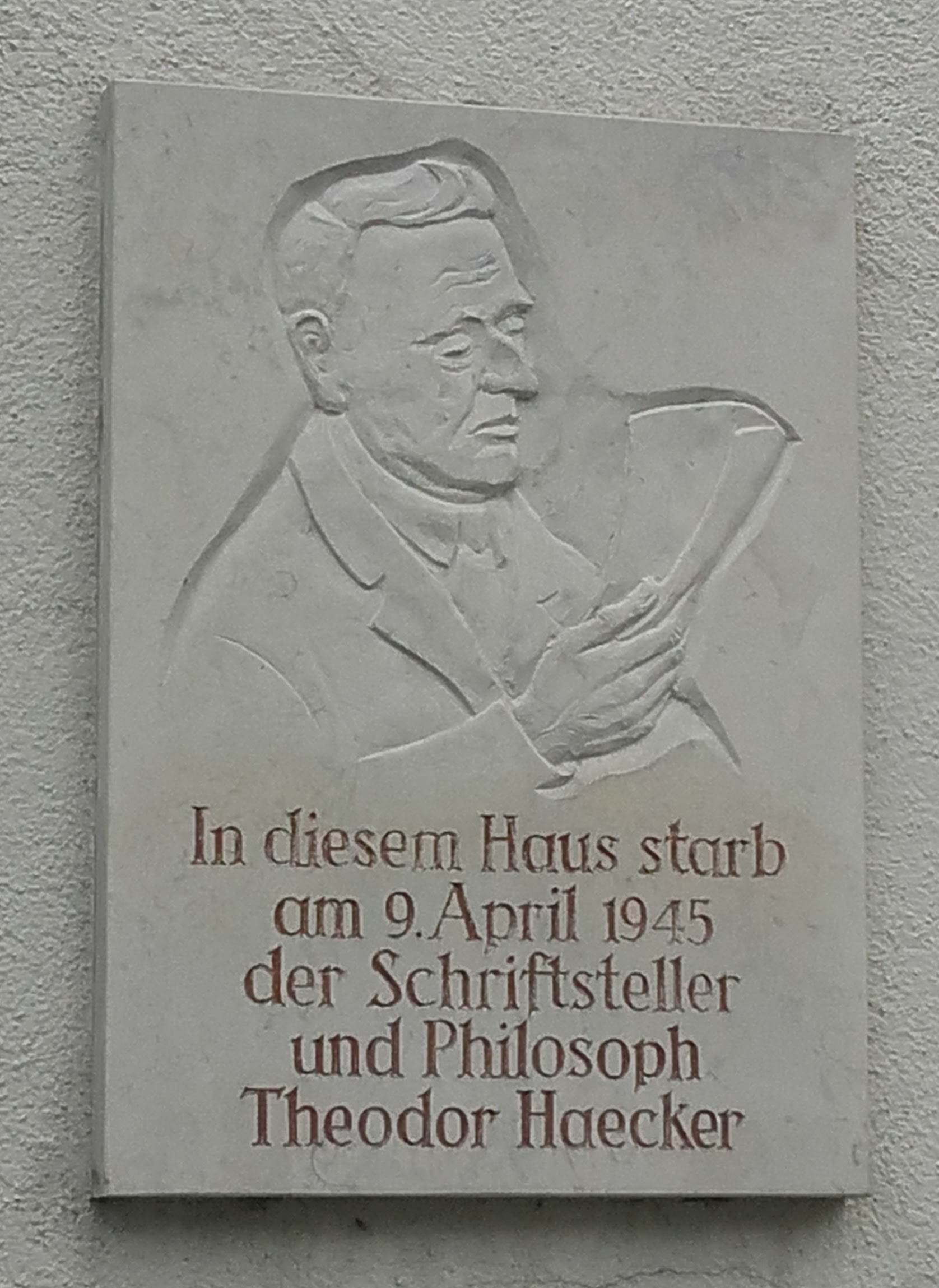
Gedenktafel am Wohnhaus in Ustersbach, wo er zuletzt bis zu seinem Tod lebte.

Nachdem seine Wohnung in München bei einem Bombenangriff zerstört worden war, verbrachte er seine letzten Lebensmonate in Ustersbach, wo er am 9. April 1945 wegen fehlenden Insulins verstarb und beerdigt wurde. Haecker war verheiratet und hinterließ drei Kinder.

## Zitate
Über den ersten Ersten Weltkrieg schrieb er: „Edel in diesem Krieg war nur eines: Aufhören, aufhören, aufhören mit der ehrlosen Menschenschlächterei oder doch dafür sorgen und arbeiten, daß aufgehört wird.“ (Ein Nachwort, Hellerau 1918)
Im Rückblick auf seine Konversion: „… denn ich bin auf dem Wege gewesen, langsam aber hartnäckig, und mit Hilfe von oben – in alle Nacht leuchtete doch immer ein Licht, das nicht von dieser Welt ist.“ (Vorrede zu Satire und Polemik, Innsbruck 1922, S. 16.)
„Der Weg des Heils kann nicht sein die Zusammenschweißung einer Masse, sondern eher ihre Zertrümmerung.“ (Tag- und Nachtbücher, Innsbruck 1989, S. 134, Notat 639 vom Dezember 1940.)
Von Sophie Scholl ist eine Schilderung der persönlichen Ausstrahlung Haeckers überliefert. Sie schrieb nach einer Lesung an ihren Verlobten Fritz Hartnagel: „Seine Worte fallen langsam wie Tropfen, die man schon vorher sich ansammeln sieht, und die in diese Erwartung hinein mit ganz besonderem Gewicht fallen. Er hat ein sehr stilles Gesicht, einen Blick, als sähe er nach innen. Es hat mich noch niemand so mit seinem Antlitz überzeugt wie er.“ (Sophie Scholl an Fritz Hartnagel, 7. Februar 1943)
„Euer Ruhm ist ohne Glanz. Er leuchtet nicht. Man spricht von euch, weil ihr die besten Maschinen habt – und seid. In diesem Staunen der Welt ist kein Funke von Liebe. Und nur Liebe gibt Glanz. Ihr haltet euch für auserwählt, weil ihr die besten Maschinen, Kriegsmaschinen baut und sie am besten bedient. Ihr seid grotesk und 'un'-menschlich. Eine andere Rasse! Ihr Freunde, nicht diese Menschen! Lasset uns andere schaffen … Aber wie? Christlich ist nur ein Weg: Umkehr, tätige Reue.“ (Tag- und Nachtbücher, Innsbruck 1989, S. 165, Notat „An die Deutschen 1941“.)

## Wirkung und Würdigung
Theodor Haecker war eine prophetische Stimme des Widerstandes gegen den Ungeist der deutschen, nationalsozialistischen „Herrgottreligion“, wie er sie mehrfach nannte. Er war ein Mentor von Hans und Sophie Scholl vom Widerstandskreis Weiße Rose. Mehrmals trug er dort aus seinen Werken und Notate aus seinen Tag- und Nachtbüchern vor.
Schon im ersten Flugblatt der „Weißen Rose“ vom 27. Juni 1942 wurde ein richtungweisender Anspruch bekundet. Es heißt dort: „… verhindert das Weiterlaufen dieser atheistischen Kriegsmaschine, ehe es zu spät ist…“. Dieser Duktus dürfte auf Theodor Haecker zurückgehen; Hans Scholl kannte wohl Haeckers Notat „An die Deutschen 1941“ (siehe obiges Zitat).
Die starke motivische Ähnlichkeit zwischen Notaten Haeckers und den Flugblättern zeigt sich weiterhin in der Empörung über das Böse und in der Forderung nach Umkehr. Im dritten Flugblatt heißt es: „Unser heutiger ‚Staat’ aber ist die Diktatur des Bösen. (…) Denn mit jedem Tag, da ihr noch zögert, da ihr dieser Ausgeburt der Hölle nicht widersteht, wächst eure Schuld gleich einer parabolischen Kurve höher und immer höher.“ Offenkundig ist auch der apokalyptische Duktus des vierten Flugblatts: „Wer aber heute noch an der realen Existenz der dämonischen Mächte zweifelt, hat den metaphysischen Hintergrund dieses Krieges bei weitem nicht begriffen.“ Explizit spricht das vierte Flugblatt von den Propheten, die „das Volk zur Umkehr mahnten.“
Haeckers Bücher wurden nach dem Ende des Zweiten Weltkriegs mehrfach neu aufgelegt und gerade die Tag- und Nachtbücher weithin bekannt; so machte Heinrich Böll das darin enthaltene Zitat „Wo warst Du, Adam“ zum Titel seines gleichnamigen Romans. Prägend wurde Haecker für Sprache und Denken des schwäbischen Priesters Bernhard Hanssler, damit mittelbar (aber unausgesprochen) für die frühen Jahre des Cusanuswerks und die Entwicklung des Zentralkomitees der deutschen Katholiken seit 1957. Dennoch zählt Haecker heute zu den beinahe vergessenen Autoren.
Zum Andenken an Haecker stiftete die Stadt Esslingen am Neckar 1995 den Theodor-Haecker-Preis. An einem Wohnhaus seiner Kindheit in Esslingen sollen nach dem Krieg Freunde eine Tafel mit der Inschrift angebracht haben: „Theodor Haecker, ein dezidierter Christ, ein genuiner Denker, ein Meister des Wortes.“ Am Eingang des Friedhofs in Ustersbach (bei Augsburg), wo Haecker begraben ist, findet sich diese Würdigung durch T. S. Eliot: „Er war ein wahrhaft großer Mensch, Gelehrter, Denker und Dichter zugleich.“
Theodor-Haecker-Straßen gibt es in Köln, Mulfingen und Ustersbach, sowie die Haeckerstraße in Vaihingen (Stuttgart) (seit 1946) und die Haeckerstraße in Burghausen. In seinem Wirkungsort München existieren derzeit keine Gedenkorte für Haecker. In Laupheim bei Ulm steht ein für einen Privatmann errichteter „Theodor Häcker Brunnen“ des Bildhauers Gerold Jäggle (Ertingen) mit der Büste des Schriftstellers.

## Werke (Auswahl)
- Ein Nachwort. Hellerau 1918 (Erweitertes Nachwort aus seiner Übersetzung Der Begriff des Auserwählten)
- Satire und Polemik 1914–1920. Innsbruck 1922.
- Christentum und Kultur. München 1927.
- Vergil, Vater des Abendlandes. Leipzig 1931.
- Was ist der Mensch? Leipzig 1933.
- Schöpfer und Schöpfung. Leipzig 1934.
- Der Christ und die Geschichte. Leipzig 1935.
- Schönheit. Ein Versuch. Leipzig 1936.
- Der Geist des Menschen und die Wahrheit. Leipzig 1922.
- Die Versuchungen Christi. Berlin 1946.
- Der Buckel Kierkegaards. Zürich 1947.
- Tag- und Nachtbücher. 1939–1945. München/Kempten 1947. Erste vollständige und kommentierte Ausgabe, herausgegeben von Hinrich Siefken, Innsbruck 1989.
- Opuscula. (Sammelband) München 1949.
- Metaphysik des Fühlens. Eine nachgelaßene Schrift. München 1950.

### Übersetzungen
Von den zahlreichen Übersetzungen Kierkegaards und Newmans sind nur einige erwähnt.
- Søren Kierkegaard: Am Fuß des Altars. Christliche Reden. Innsbruck 1914.
- Ders.: Der Begriff des Auserwählten. Hellerau 1917 (2. Auflage 1926).
- Ders.: Die Tagebücher. In zwei Bänden. Innsbruck 1923.
- John Henry Newman: Philosophie des Glaubens. München 1921.
- Ders.: Die Kirche und die Welt. Leipzig 1938.
- Ders.: Das Mysterium der Dreieinigkeit und der Menschwerdung. Leipzig 1940.
- Publius Vergilius Maro: Bucolica (Hirtengedichte). Berlin 1923.
- Hilaire Belloc: Die Juden. München 1927 (mit einem Nachwort von Haecker).